# 阿部光雄
阿部 光雄（あべ みつお、1949年4月29日 - ）は、日本の元オートレース選手。
新潟県出身。6期、川口オートレース場所属。モーターサイクル・ロードレースレーサーの阿部典史は実子。孫の阿部真生騎もレーサーであり、筑波ロードレース選手権に参戦している。

## 人物
阿部はかつて、同じ川口オートレース場所属の広瀬登喜夫（期前、引退）、且元滋紀（9期、引退）、篠崎実（9期）らと共に「川口四天王」と呼ばれたレーサーである。
雨の日に強いことから、「雨光雄」とも呼ばれた。落車事故による長期欠場などのアクシデントもあり、長らく無冠の時期が続いたが、1980年に地元川口で当時唯一の特別競走（現在のSG）タイトルである第12回日本選手権オートレースで優勝を飾った。
明るく人当たりの良い性格で、互いに派閥の領袖として対抗意識を強烈に燃やしていた若き日の「川口四天王」の中にあって、唯一他の「四天王」とも仲良く接していた。且元が制覇した第13回日本選手権オートレースでは、自身も連覇を賭けて臨んでいたのだが、レース終了後には優勝した且元を祝福する様子が見られた。
青木治親のオートレース選手転向のきっかけを作った人物でもある。当時青木はスポンサーが見つからずシートを失う状況に陥っていた。一方、オートレース（日本小型自動車振興会）側では、1999年（27期）の選手募集時より、WGPや全日本ロードレース選手権などで優秀な成績を収めたものに限り年齢制限を28歳以下に緩めたほか（通常は23歳以下）、試験の一部を免除するといった特例枠を設けるようになった。オートレース選手募集は2年に1度しか行われないため、2003年の第29期選手募集が27歳の治親にとって最後のチャンスであった。息子・典史との関係で交流のあった阿部は青木の相談相手としてさまざまなアドバイスをし、最終的に青木は転向を決意したのである。青木のデビュー後も、同門である阿部は良き先輩として、そして良きライバルとして交流を交わしている。
還暦が迫った頃も、高速バンクと化した川口走路でのスピード戦に付いて行き、それどころか若手を置き去りにするような競走を見せていた。また、2006年9月24日のSG第10回オートレースグランプリでは第11レースの特別選抜戦で1着を獲るなど強かった一方で、かつては「雨光雄」とまで言われた雨巧者ぶりは影を潜めた。しかし、雨に関しても新たな乗り方を模索するなど努力を見せていた。
2007年10月7日、次男・阿部典史が交通事故により急逝。阿部は浜松オートレース場で開催されていたGI第49回秋のスピード王決定戦に出場していたが、翌8日に参加を解除し（解除事由は「家事都合」とされた）帰郷した。
10月31日から実戦に復帰した。復帰初戦はSG第39回日本選手権オートレース（飯塚オートレース場）の予選競走で、結果は3着であった。「一走してダメだったら、すぐに帰ろう」と、かつてないほど気落ちした状態で臨んだレースだったが、手応えを掴んだ阿部は最終日まで参加した。
現役時に阿部が使用していたヘルメットはいわゆる「ノリック・モデル」である。これは以前から使用していたが、選手権からはそれまで使用していたシルバー（オリジナルカラー）のタイプではなく、典史が生前実際に使用していたものを使用していた。
その後も長い間現役生活を続けていたが、2015年に集団引退選手の一人として発表され、12月31日には地元の川口で引退セレモニーが行われた。これにより、6期の選手は全て引退した。
現役中の2010年に、元々典史が若手育成チームとして率いていた「Team Norick Jr.」を発展させる形で発足した「Webike Team Norick Yamaha」の監督に就任。以後同チームの監督として全日本ロードレース選手権等への参戦を続けている。同チーム出身の有名ライダーには野左根航汰、岡本裕生などがいる。

## 選手データ
- プロフィール
  - 選手登録 1968年3月30日
  - 身長:160.6cm
  - 体重:58.9kg
  - 血液型:A型
  - 趣味:魚釣り

- 戦歴 
  - 通算優勝回数:71回
  - グレードレース（SG,GI,GII）優勝回数:18回
  - 全国区レース優勝回数、SG優勝回数:2回
  - GI優勝回数:10回
  - GII優勝回数:6回

## 略歴
- 1970年
  - 3月31日、GI開設18周年記念グランプリレース（川口オートレース場）優勝。当時の競走車呼名は「アラワシ」（トーヨー3級車）。競走タイムは3.58。
- 1974年
  - この年の賞金王に輝く。
- 1975年
  - 2年連続賞金王に輝く。
- 1977年
  - 5月10日、GI第1回春のスピード王決定戦（伊勢崎オートレース場）優勝。当時の競走車呼名は「ゼロ」。競走タイムは3.45。
- 1978年
  - 7月11日、GI第2回キューポラ杯争奪戦（川口オートレース場）優勝。当時の競走車呼名は「テン」。競走タイムは3.50。
- 1979年
  - 7月24日、GI第3回キューポラ杯争奪戦（川口オートレース場）優勝。競走タイムは3.53。
- 1980年
  - 10月14日、SG第12回日本選手権オートレース（川口オートレース場）優勝。当時の競走車呼名は「シビア」。競走タイムは3.92。
- 1981年
  - 7月28日、GI第5回キューポラ杯争奪戦（川口オートレース場）優勝。当時の競走車呼名は「フォー」。競走タイムは3.53。
  - 11月24日、GI第7回グランドチャンピオン決定戦（川口オートレース場）優勝。競走タイムは3.49。
  - この年、自身三度目の賞金王となる。
- 1983年
  - 3月22日、GI開設31周年記念グランプリレース（川口オートレース場）優勝。競走タイムは3.43。
- 1984年
  - 12月11日、GI第10回グランドチャンピオン決定戦（川口オートレース場）優勝。当時の競走車呼名は「モト」。競走タイムは3.786。
- 1986年
  - 6月11日、SG第5回オールスターオートレース（浜松オートレース場）優勝。当時の競走車呼名は「シビア」（メグロ2気筒）。競走タイムは3.459。
- 1989年
  - 3月2日、GI開設37周年記念グランプリレース（川口オートレース場）優勝。当時の競走車呼名は「スティック」(フジ)競走タイムは3.426。
  - この年、川口後期A1。
- 1993年
  - 7月10日、秋田敬吾（5期、山陽オートレース場所属）、飯塚将光（9期、船橋オートレース場所属）、広瀬登喜夫（期前、川口オートレース場所属）に次ぎ4人目となる通算1000勝達成。
- 2016年
  - 1月1日、選手登録消除。

## エピソード
- 主に使用していた競走車の呼名は「シーチャス」。この名は、次男・典史がスペイン在住時に住んでいた街の名であると言われている。
- 1節だけベックスエンジンに乗ったことがある。乗った感想は「とてもじゃないが、乗れたもんじゃない」とのことだった。
- 川口オートの公式テーマソングである『ぶっちぎりの青春』に広瀬登喜夫らと共にバックコーラスで参加している。
- 2011年10月2日にツインリンクもてぎにて開催された、ヤマハ グランプリ参戦50周年記念メモリアルランにおいて、次男・典史が1995年に使用したYZR500のライダーに抜擢、典史と同じデザインのヘルメット、典史が使用したライディングスーツをまとい、典史の写真とともに見応えのある走りを見せ、ファンを感激させた。